# Ute Meinhardt
Ute Meinhardt (* 5. Juli 1939 in Berlin) ist eine ehemalige deutsche Schauspielerin, Synchron- und Hörspielsprecherin.

## Leben und Karriere
Ute Meinhardt ist die Tochter des Berliner Frauenarztes Ludwig Meinhardt. Meinhardt war zunächst von 1956 bis 1957 Regisseur-Volontärin an den Städtischen Bühnen in Frankfurt am Main, debütierte jedoch 1961 als Schauspielerin am Theater Tribüne in Westberlin, wo sie neben Hans W. Hamacher und Alice Treff unter der Regie Ilo von Jankós in Eugene Lovetts Mrs. Sonnenschein das Callgirl Peggy spielte.
Von 1961 bis 1963 spielte sie Theater an den Städtischen Bühnen in Frankfurt, wo sie unter anderem in Hans Quests Umsetzung von Heinrich von Kleists Penthesilea und in Walter Czaschkes Inszenierung von William Shakespeares Wie es euch gefällt zu sehen war. In der Spielzeit 1964/65 spielte Meinhardt Charlotte Corday in Hansgünther Heymes Inszenierung von Peter Weiss’ Marat/Sade am Hessischen Staatstheater in Wiesbaden und war zeitweise auch am Staatstheater Kassel engagiert.
Seit Mitte der 1960er Jahre spielte Ute Meinhardt auch auf der Bühne des Schillertheaters in Berlin. So war sie 1965 in Hansjörg Utzeraths Inszenierung von Arthur Millers Nach dem Sündenfall zu sehen und spielte 1966 in Willy Maertens’ Inszenierung von Gerald Savorys Die verschenkten Jahre. Bis 1970 war Ute Meinhardt zudem kurzzeitig an den Städtischen Bühnen in Essen engagiert.
Neben ihrer Schauspieltätigkeit war Ute Meinhardt seit den 1960er Jahren auch umfassend in der Film- und Fernsehsynchronisation aktiv. In den 1970er und 1980er Jahren lieh sie hierbei bekannten amerikanischen Schauspielerinnen wie Elizabeth Taylor (That’s Entertainment - Das gibt’s nie wieder), Susan Sarandon (Extrablatt), Carol Burnett (Annie), Julie Andrews (Victor/Victoria) und Rita Moreno (Der Sohn vom Boss) ihre deutsche Stimme. Für Vanessa Redgrave und Bette Midler fungierte Meinhardt zeitweise als deren deutsche Standardsprecherin.
Seit Ende der 1980er Jahre ist Ute Meinhardt nicht mehr als Schauspielerin und Synchronsprecherin aktiv.

## Hörspiele (Auswahl)
- 1966: Jean-Louis Curtis: Neid (Envie) (Christine) – Regie: Rolf von Goth (Hörspiel – SFB)
- 1972: Wolfgang Ecke: Reisebegleiter Teddy Poppke. Ein Funkspiel (Stimme i. Mikrofon) – Regie: Leopold Reinecke (Original-Hörspiel, Kinderhörspiel – WDR)
- 1972: Eva Maria Mudrich: Das Experiment Regie: Tibor von Peterdy (Originalhörspiel, Science-Fiction-Hörspiel – DW)

Quelle: ARD-Hörspieldatenbank